# 23 octobre 1979
Le mardi 23 octobre 1979 est le 296e jour de l'année 1979.

## Naissances
- Anastasiya Markovich, artiste ukrainienne
- Bud Smith, joueur américain de baseball
- Colin Yukes, joueur de rugby canadien
- Daniel Kreutzer, joueur de hockey sur glace allemand
- Jun Uruno, joueur de football japonais
- Luis Santizo, coureur cycliste guatémaltèque
- Lynn Greer, joueur de basket-ball américain
- Mariano Sambucetti, joueur de rugby
- Prabhas Raju Uppalapati, acteur indien
- Prinz Pi, rappeur allemand
- Simon Davies, footballeur gallois
- Vanessa Petruo, actrice allemande

## Décès
- Antonio Caggiano (né le 30 janvier 1889), prélat catholique
- Clarence Newton (né le 3 février 1899), boxeur canadien
- Jacques de Castet-Laboulbène (né le 20 novembre 1896), aviateur et résistant français durant la Seconde Guerre mondiale

## Événements
- élections législatives danoises de 1979